# 1-ша українська дивізія
Перша Українська дивізія — військова частина у складі Першого українського корпусу, сформованого на базі 34-го російського корпусу під командою Павла Скоропадського в серпні 1917 року. Командував дивізією Яків Гандзюк.
Після жовтневого перевороту 1917 року дивізія була перекинута до Києва і 1 листопада прибула у місто, де була підсилена іншими частинами. Силами дивізії в ніч з 29 на 30 листопада було проведено роззброєння революційних частин Київського гарнізону. Полки дивізії захищали Київ від червоногвардійських загонів у січні 1918 року.

## Структура
- 1-й Київський полк імені гетьмана Богдана Хмельницького.
- 2-й Стародубський полк імені гетьмана Івана Скоропадського.
- 3-й Полтавський полк імені гетьмана Петра Сагайдачного
- 4-й Чернігівський полк імені гетьмана Павла Полуботка

## Командування
- командир: генерал-майор Яків Гандзюк;
- начальник штабу: полковник Микола Капустянський

## Військовики дивізії
- Римаренко Євген Якович